# Calella
Calella je obec v Katalánsku, turistické letovisko, ležící na pobřeží Costa del Maresme a Costa Brava. Žije zde přes 19 000 obyvatel. Od Barcelony je vzdálená 58 km. Na břehu stojí maják, který navádí lodě. Calella je jedním z nejnavštěvovanějších letovisek.[zdroj?]